# Сольфатара (вулкан)
Сольфатара (итал. Solfatara di Pozzuoli) — действующий вулкан недалеко от города Поццуоли на приморской равнине в Италии, часть вулканического района Флегрейские поля. В римской мифологии служил домом для бога Вулкана. Последнее извержение произошло в 1198 году.

## Название
По одной версии, название происходит от итальянского «solfo», что переводится как «азот». По другой, название вулкана происходит от латинского «Sulpha terra», что переводится как «земля серы», «серная земля».
Сольфатары — вулканическое явление, классический пример которого известен в данном районе.

## Геология
Кратер Сольфатара диаметром около 500 м, окружен валом с отметками 116 и 192 м. Отметка дна 97—105 м. У южного края расположен грязевой вулкан, у которого находятся Малые Сольфатары и Новые Сольфатары, возникшие в 1904 году. Северо-восточнее последних находится Бокка-де-ла-Сольфатара. У северо-восточного края кратера — Малые фумаролы, у восточного — фумаролы Бокка-Гранде. Последнее вулканическое извержение в кратере произошло в 1198 году (возможно, что это было извержение горячей грязи).

## Несчастный случай 2017 года
12 сентября 2017 года произошёл несчастный случай, приведший к гибели трёх человек. Во время туристической прогулки семьи из Турина 11-летний мальчик зашёл за ненадёжные ограждения и провалился в подземную полость вследствие обрушения её свода. Мать, пытавшаяся остановить ребёнка, а затем и отец, пытавшийся их спасти, также провалились в полость. Все трое погибли, вероятно, вследствие воздействия сернистого газа.

## Галерея

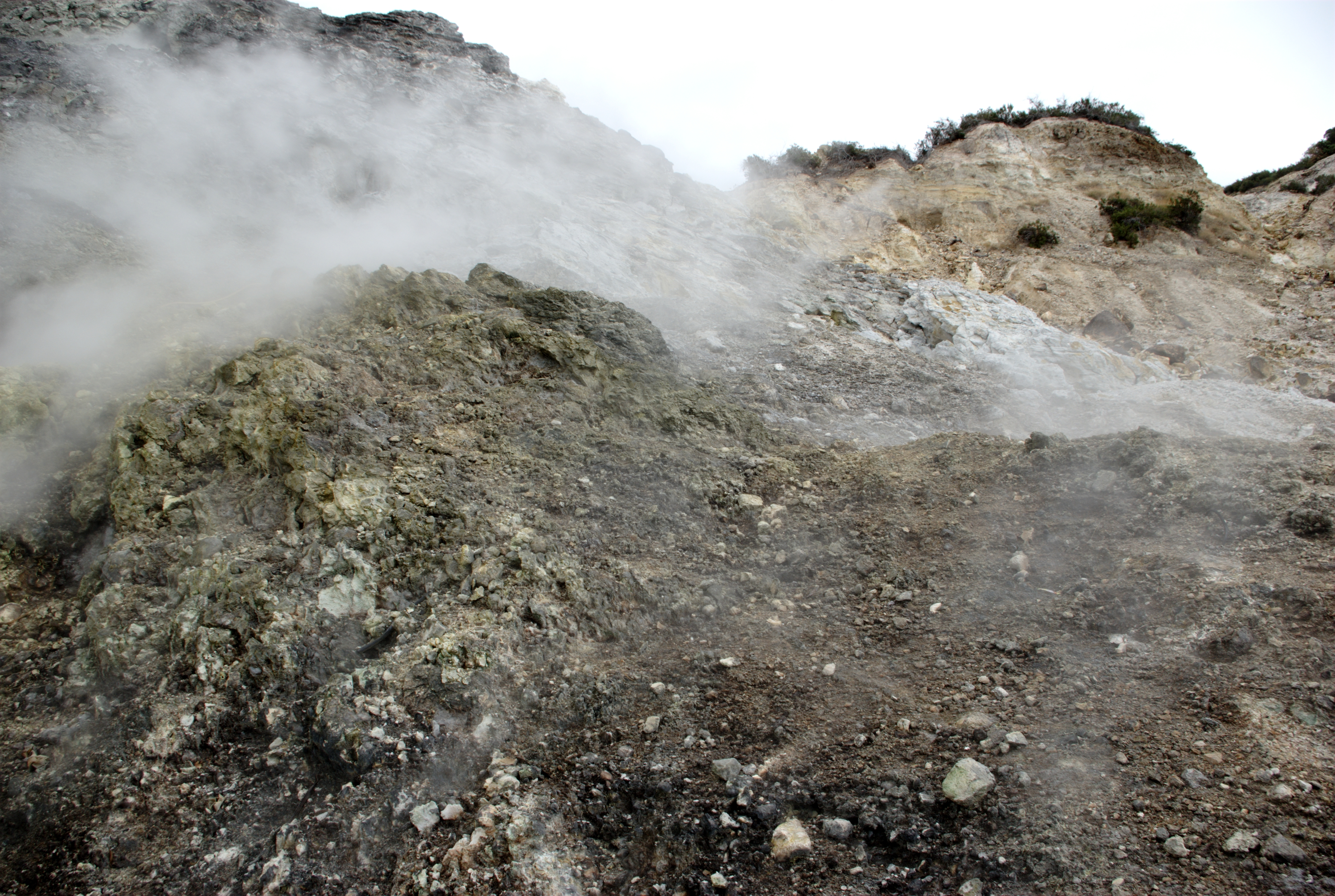
Пар на скалах
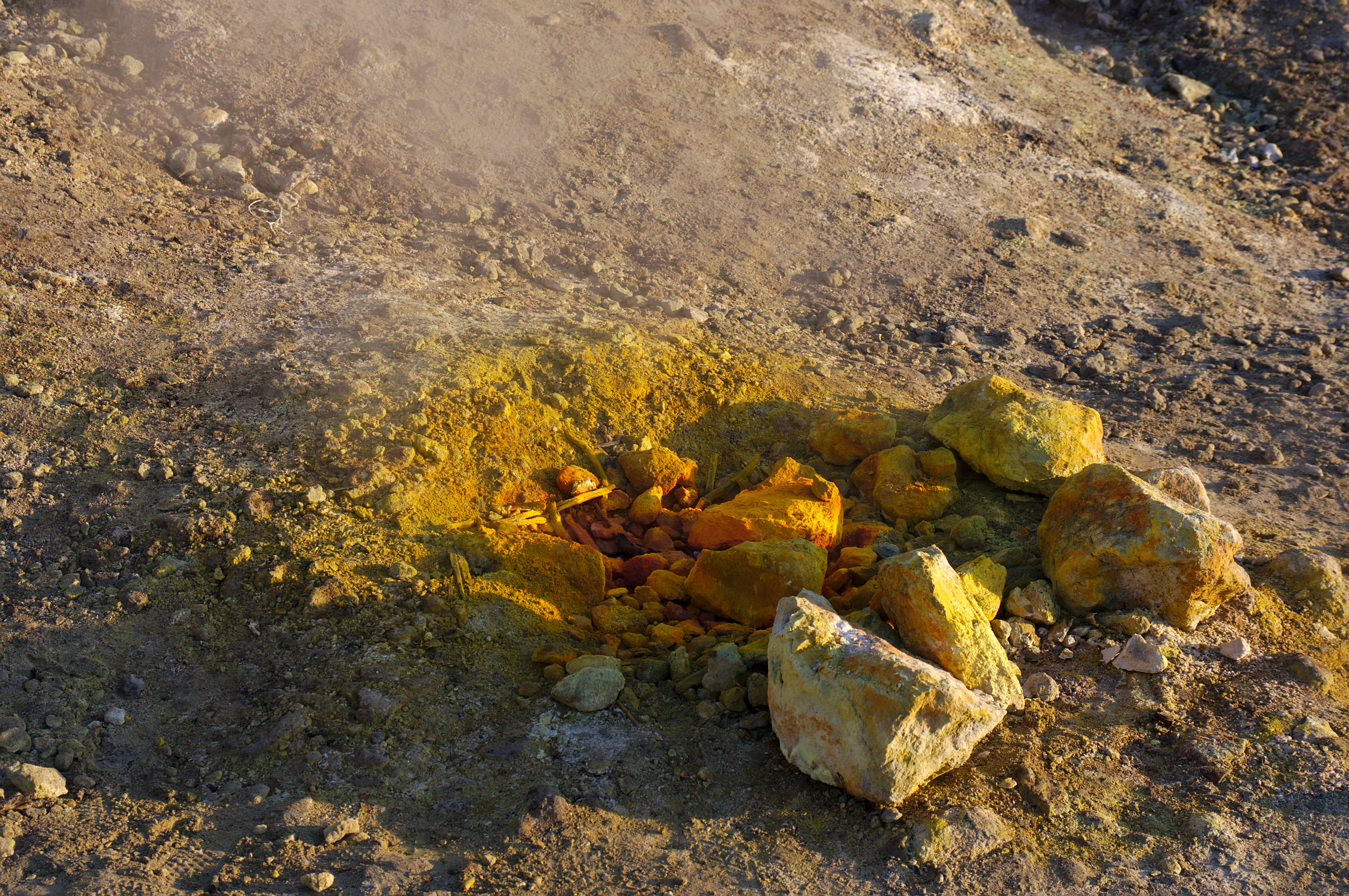
Фумарола
- Видео фумаролы
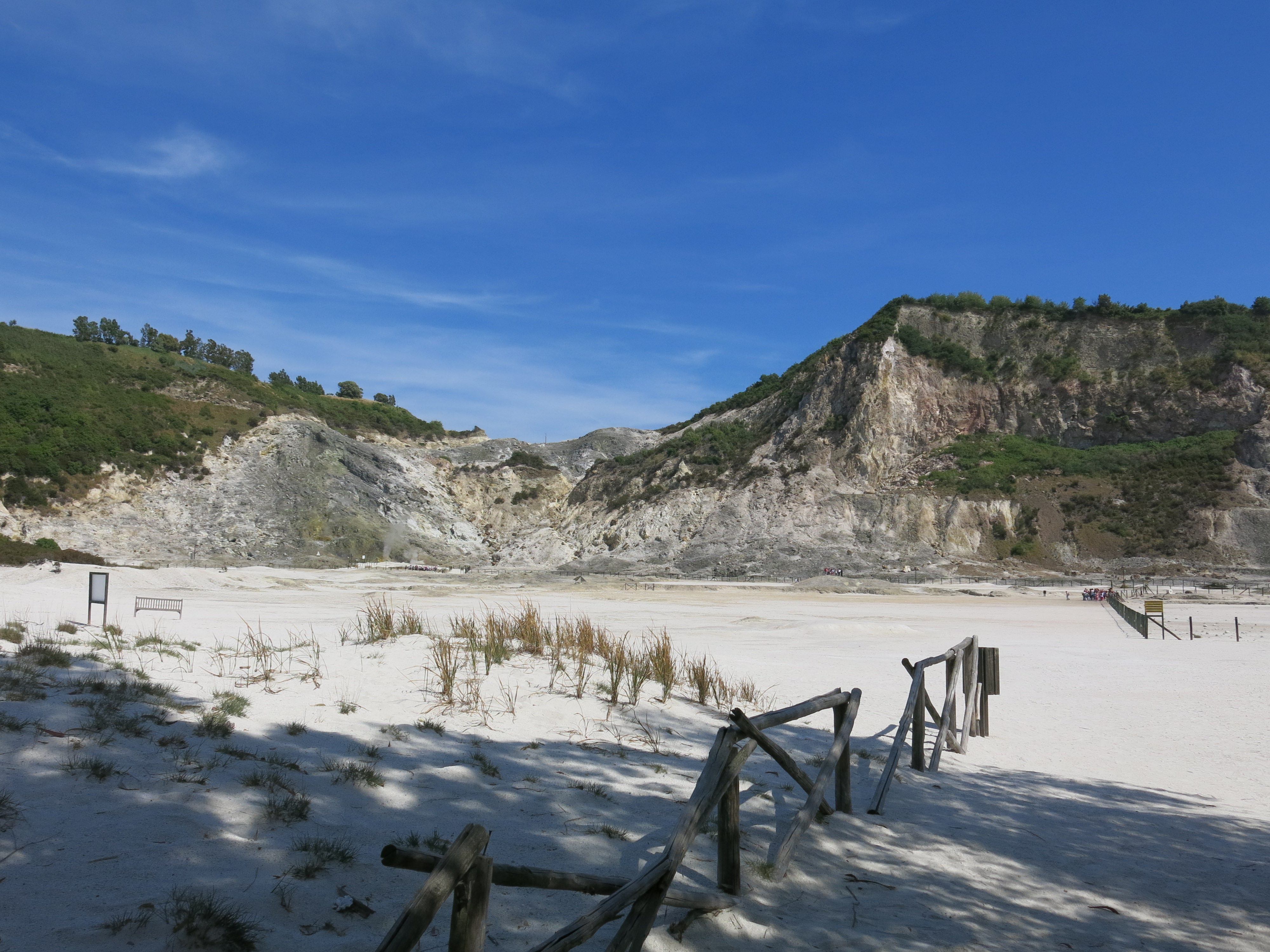
Часть кратера